# Spaans kampioenschap wielrennen op de weg

De Spaanse kampioenentrui

Het Spaans kampioenschap wielrennen op de weg is in de vier onderdelen wegwedstrijd en individuele tijdrit bij zowel de mannen als de vrouwen een jaarlijkse georganiseerde wielerwedstrijd waarin om de nationale titel van Spanje wordt gestreden. De kampioen mag een jaar lang rijden in een trui in de kleuren van de Vlag van Spanje in de categorie waarin de trui is behaald. Het kampioenschap op de weg voor mannen werd voor het eerst in 1897 gehouden en werd ironisch genoeg gewonnen door de Portugees José Pesoa.
Het kampioenschap op de weg heeft in de volgende jaren niet plaatsgevonden: van 1898 tot 1901, in 1937 (wegens de Spaanse Burgeroorlog), en in 2006 wegens een boycot van de renners. Reden daarvan was de berichtgeving in de Spaanse kranten, en vooral El País, over Operación Puerto, de dopingzaak in het Spaanse wielrennen.

## Mannen

### Wegwedstrijd

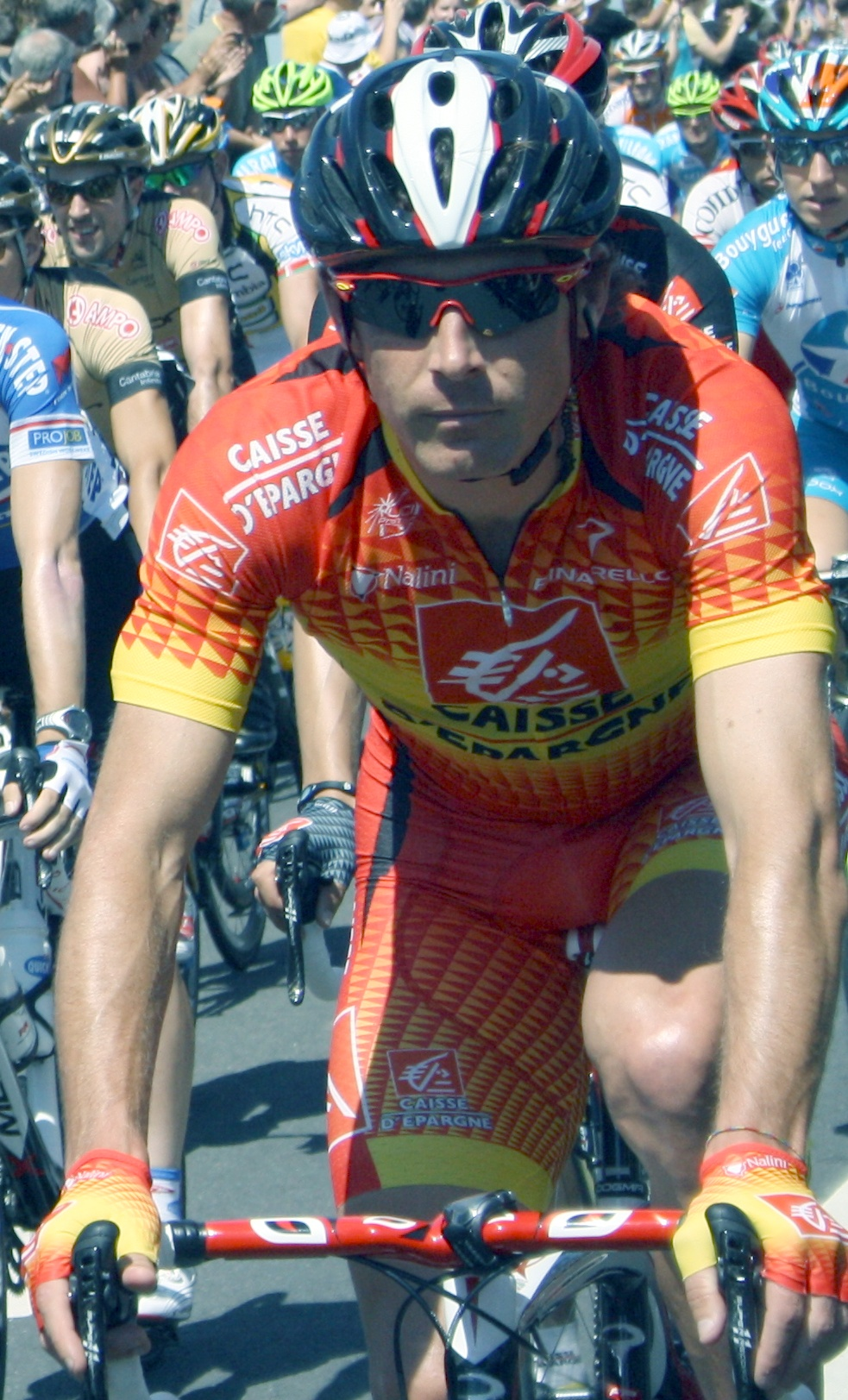
José Ivan Gutierrez (2001 en 2010)

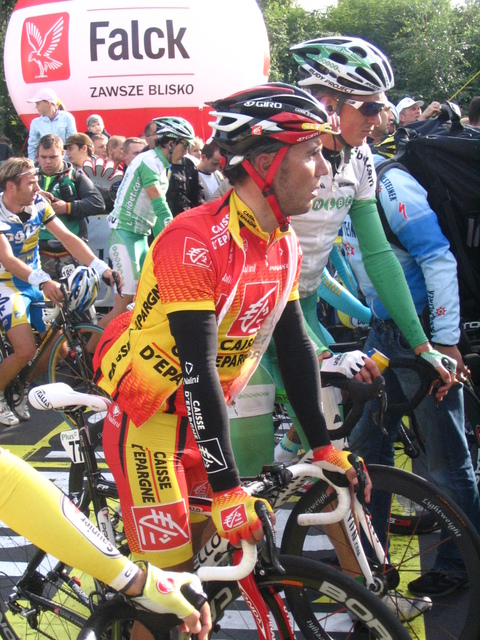
Joaquím Rodríguez (2007)

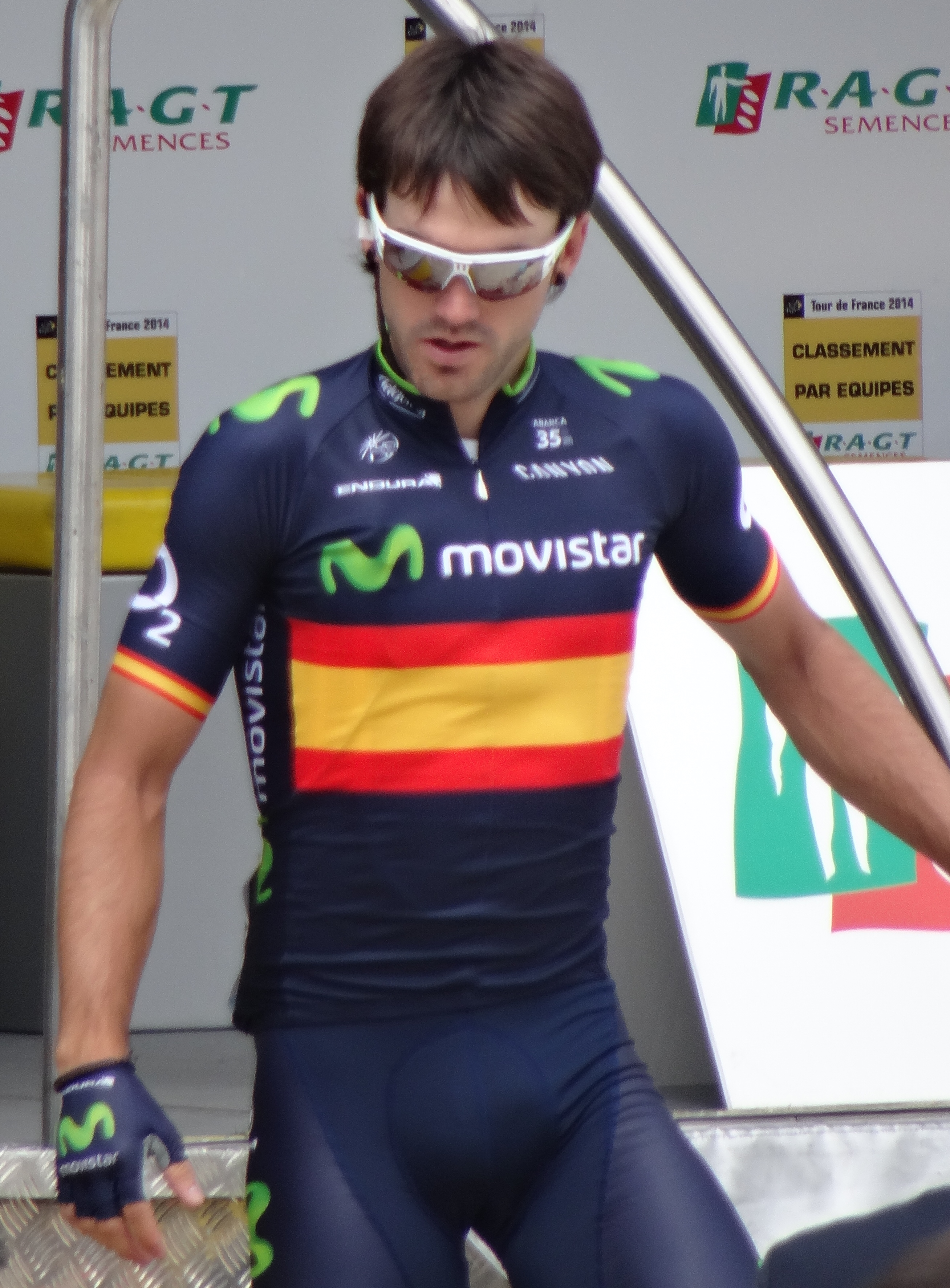
Jon Izagirre (2014)

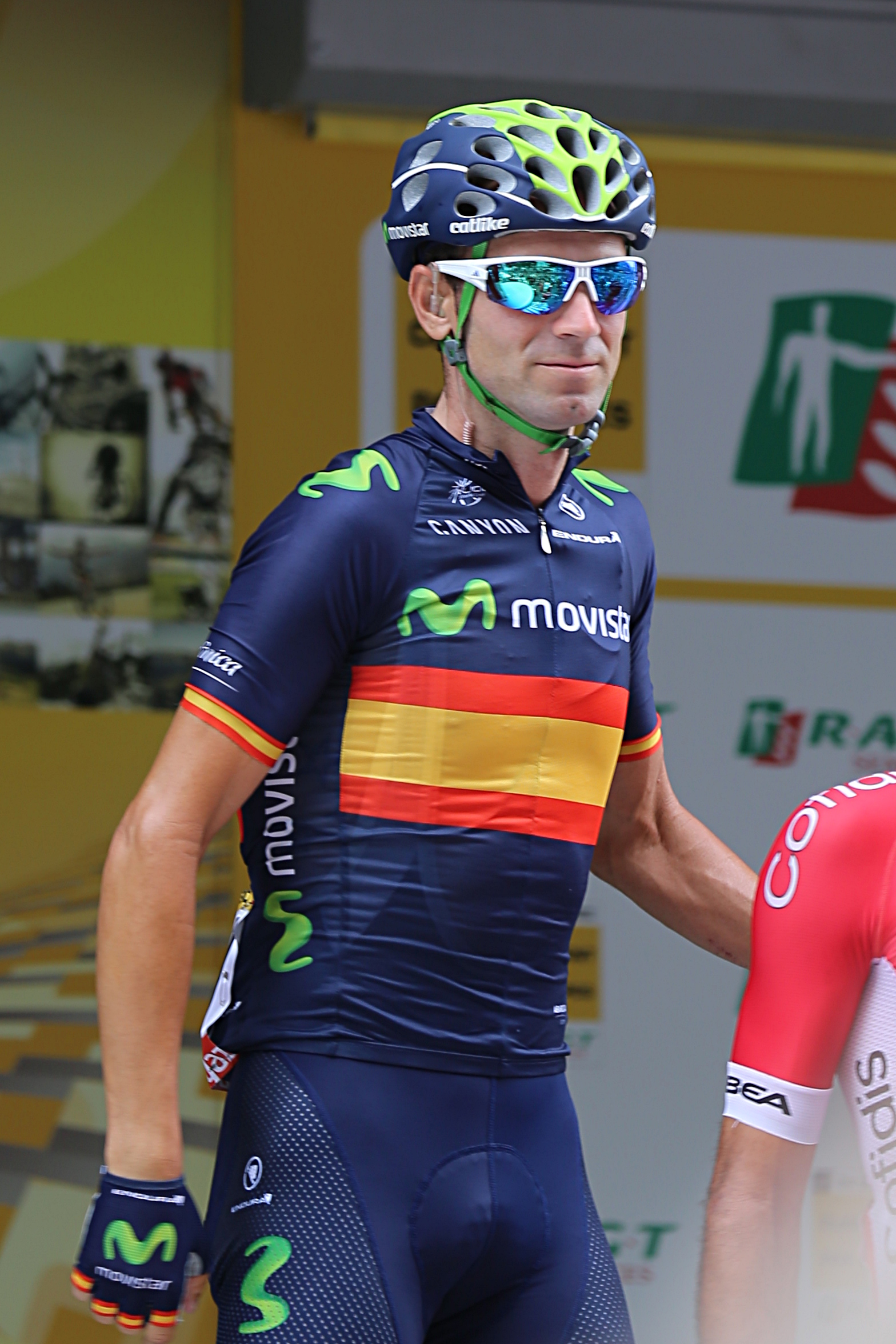
Alejandro Valverde (2008 en 2015)

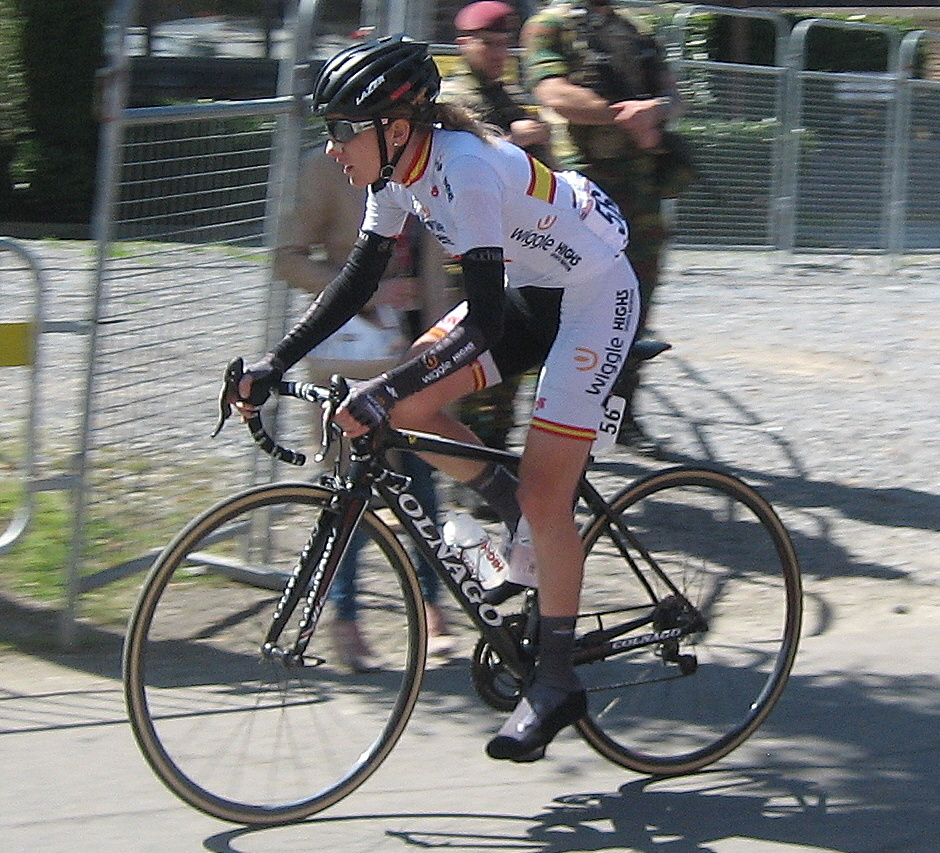
Anna Sanchis won in 2012 en 2015

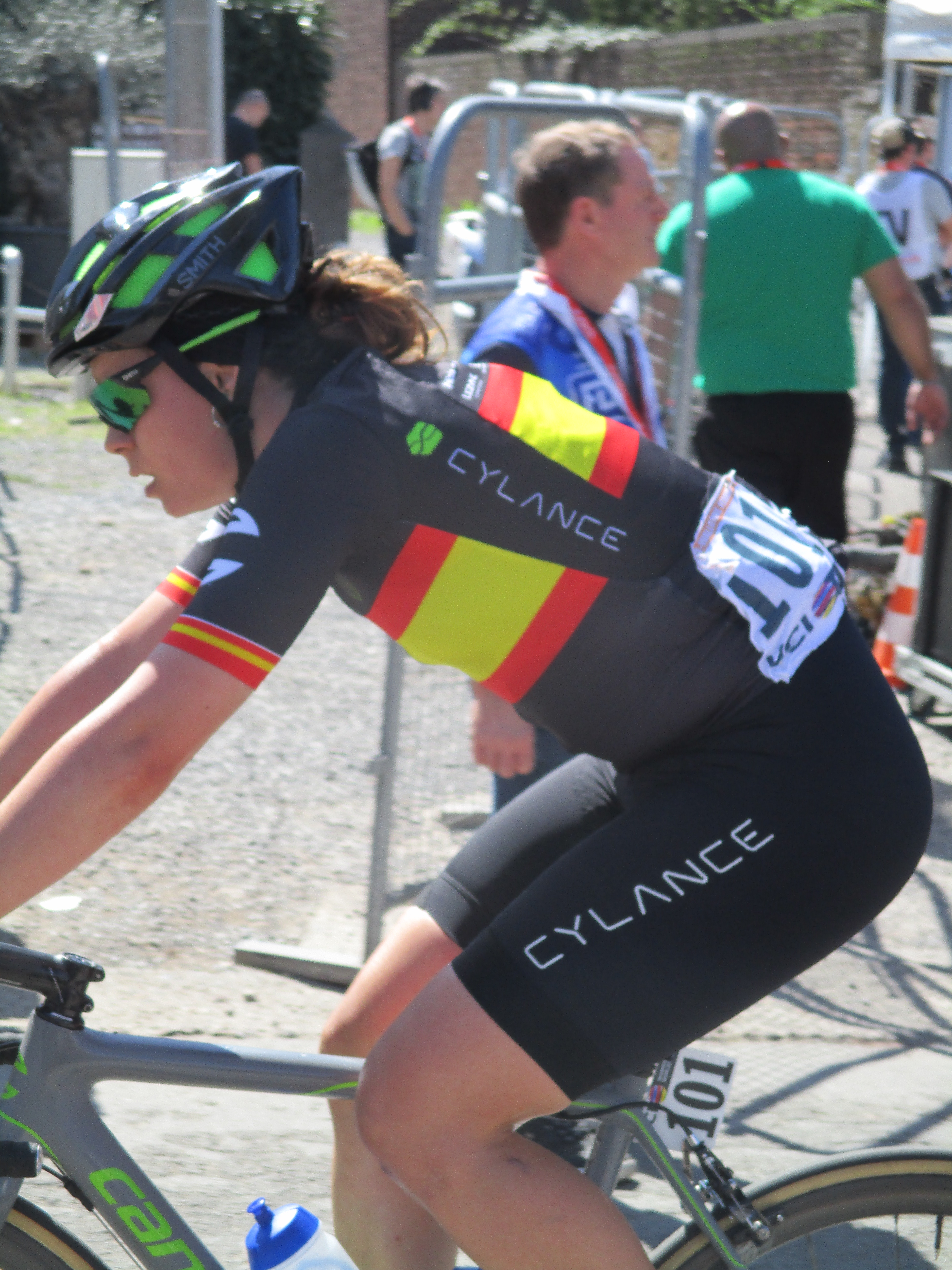
Sheyla Gutiérrez won in 2017

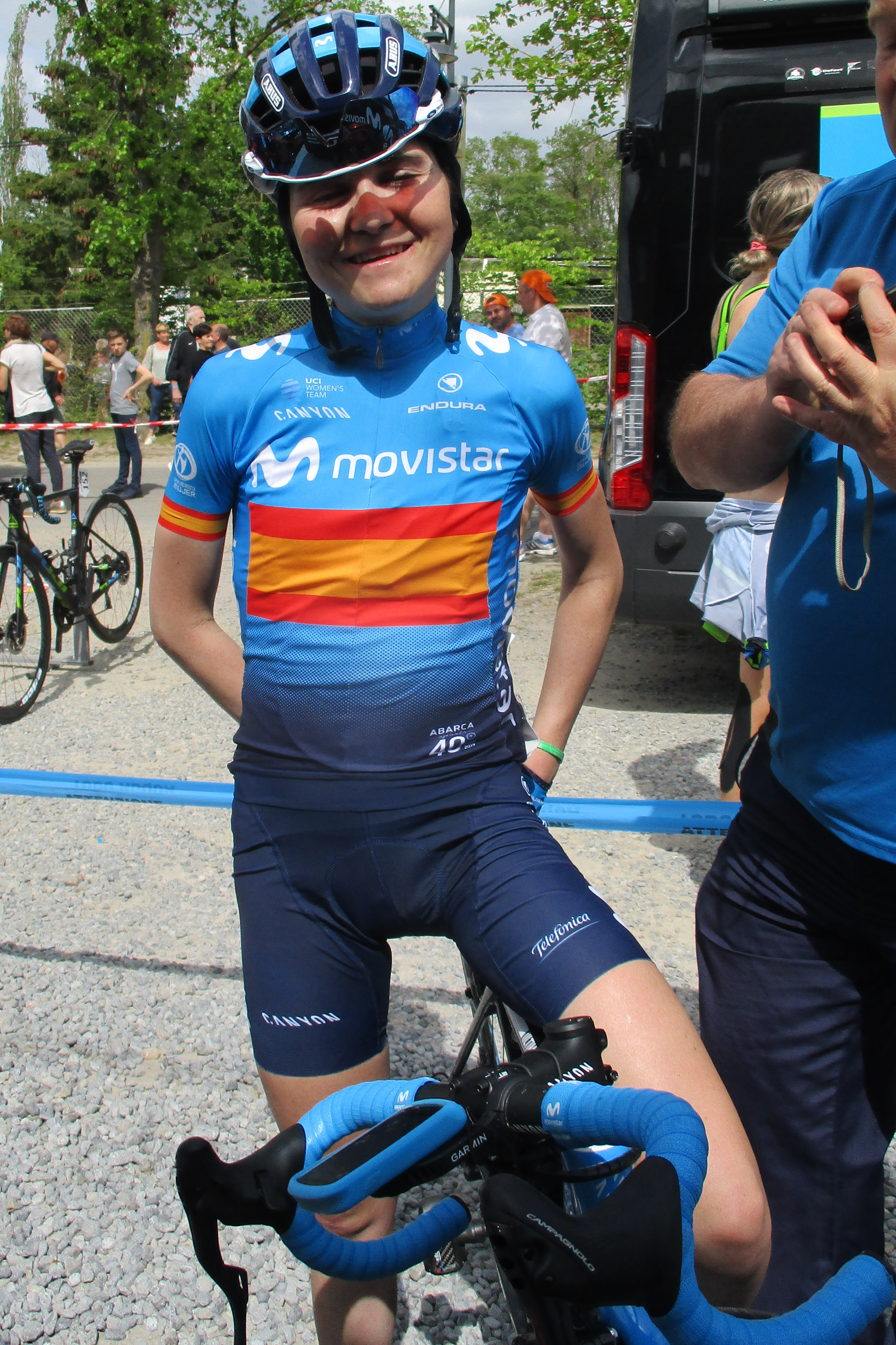
Eider Merino won in 2018

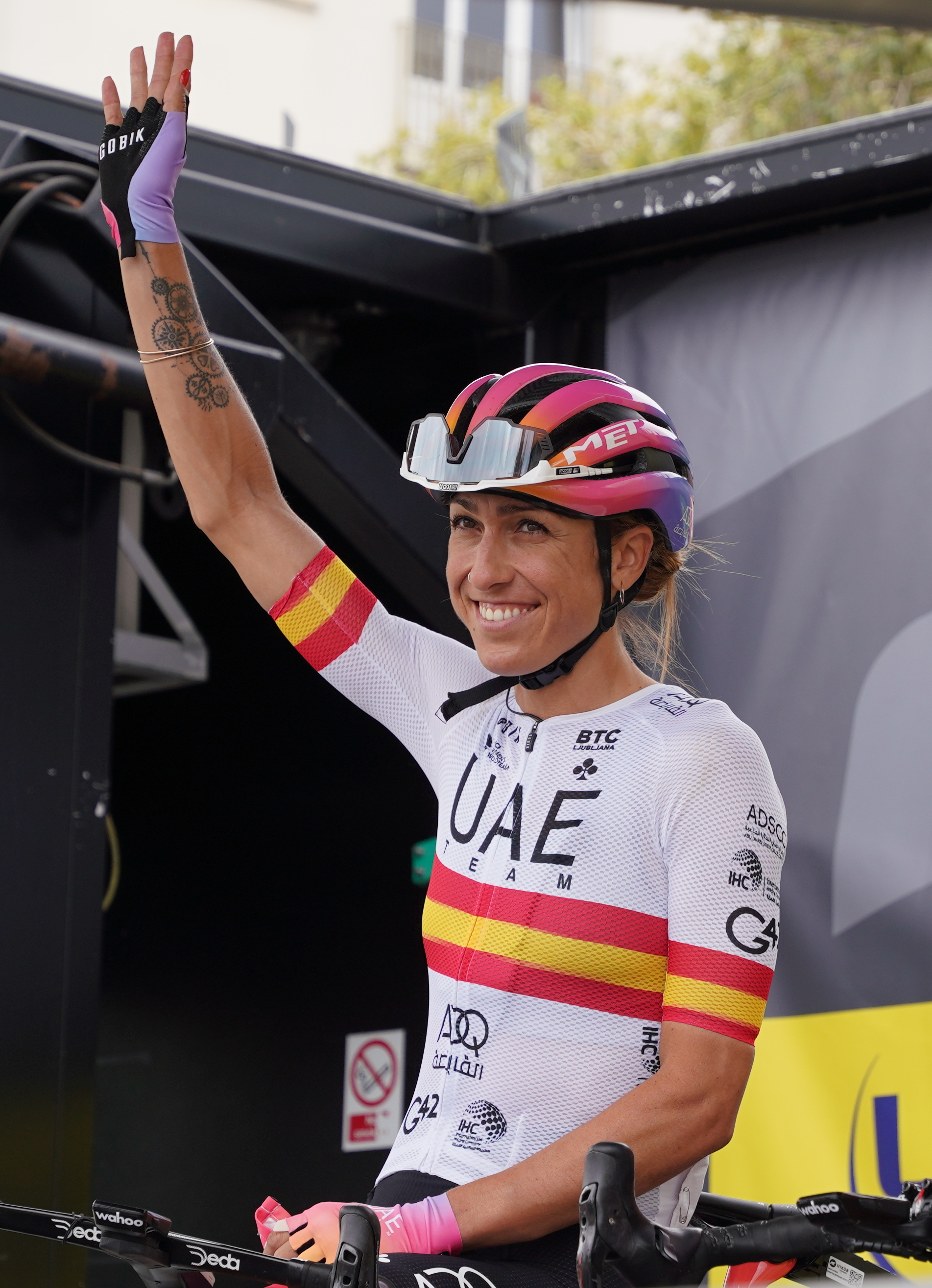
Margarita Victoria García won in 2016, 2020, 2021, 2022 en 2023

| Jaar | Goud                          | Zilver                   | Brons                          |
| ---- | ----------------------------- | ------------------------ | ------------------------------ |
| 1897 | José Pesoa                    | Juan Sugranes            | Clemente Fabián                |
|      |                               |                          |                                |
| 1902 | Tomás Peñalva                 | Salvador Seguí           | Pekín-Bayona (tándem)          |
| 1903 | Ricardo Peris                 | Tomás Peñalva            | Julio Álvarez                  |
| 1904 | Tomás Peñalva                 | Ricardo Peris            | Julio Álvarez                  |
| 1905 | Pablo Pujol                   | José Pérez               | Tomás Peñalva                  |
| 1906 | Luis Amuñategui               | Juan Adrián Campesinos   | Domingo Álvarez                |
| 1907 | Luis Amuñategui               | Tomás Sanz               | Marcelino Cuesta               |
| 1908 | Vicente Blanco                | Esteban Espinosa         | Marcelino Cuesta               |
| 1909 | Vicente Blanco                | José Pérez               | Edouard Leonard                |
| 1910 | José Magdalena                | Otilio Borrás            | Jaime Durán                    |
| 1911 | Jaime Durán                   | Lázaro Villada           | Sebastián Masdeu               |
| 1912 | José Magdalena                | Joaquín Martí            | Antonio Crespo                 |
| 1913 | Juan Martí                    | Lorenzo Oca              | Joaquín Larrañaga              |
| 1914 | Óscar Leblanc                 | Antonio Crespo           | José Magdalena                 |
| 1915 | Simón Febrer                  | Juan Zumalde             | José Magdalena                 |
| 1916 | José Manchón                  | Óscar Leblanc            | José Magdalena                 |
| 1917 | Lázaro Villada                | Óscar Leblanc            | José Magdalena                 |
| 1918 | Simón Febrer                  | Juan Martínez            | Miguel Colchón                 |
| 1919 | Jaime Janer                   | Juan Martínez            | Guillermo Antón                |
| 1920 | Miguel Bover                  | Jaime Janer              | José Saura                     |
| 1921 | Ramón Valentín                | Miguel García            | Guillermo Antón                |
| 1922 | José Saura                    | José María Sanz          | Miguel García                  |
| 1923 | Jaime Janer                   | Telmo García             | Miguel Mucio                   |
| 1924 | Juan Bautista Llorens         | Telmo García             | Teodoro Montheys               |
| 1925 | Ricardo Montero               | Jaime Janer              | Telmo García                   |
| 1926 | José Saura                    | Juan Bautista Llorens    | Ricardo Montero                |
| 1927 | Miguel Mucio                  | Telmo García             | Francisco Cepeda               |
| 1928 | Telmo García                  | Eduardo Fernández        | José María Sanz                |
| 1929 | Luciano Montero               | José María Sanz          | Sebastián Aguilar              |
| 1930 | Mariano Cañardo               | Luciano Montero          | Vicente Bachero                |
| 1931 | Mariano Cañardo               | Antonio Escuriet         | José Nicolau                   |
| 1932 | Luciano Montero               | Mariano Cañardo          | Salvador Cardona               |
| 1933 | Mariano Cañardo               | Luciano Montero          | Vicente Bachero                |
| 1934 | Luciano Montero               | Mariano Cañardo          | Salvador Cardona               |
| 1935 | Salvador Cardona              | Mariano Cañardo          | Luciano Montero                |
| 1936 | Mariano Cañardo               | Luciano Montero          | Mariano Gascón                 |
|      |                               |                          |                                |
| 1938 | Fermín Trueba                 | Francisco Goenaga        | Francisco Aresti               |
| 1939 | Antonio A. Sancho             | Mariano Cañardo          | Vicente Trueba                 |
| 1940 | Federico Ezquerra             | Diego Cháfer             | Mariano Cañardo                |
| 1941 | Antonio A. Sancho             | Antonio Martín           | Julián Berrendero              |
| 1942 | Julián Berrendero             | Antonio Andrés Sancho    | Diego Cháfer                   |
| 1943 | Julián Berrendero             | José Bejarano            | Antonio Martín                 |
| 1944 | Julián Berrendero             | Antonio Martín           | Vicente Carretero              |
| 1945 | Juan Gimeno                   | Joaquín Olmos            | Delio Rodríguez                |
| 1946 | Bernardo Ruiz                 | Antonio Andrés Sancho    | Bernardo Capó                  |
| 1947 | Bernardo Capó                 | Bernardo Ruiz            | Miguel Gual                    |
| 1948 | Bernardo Ruiz                 | Antonio Gelabert         | Julián Berrendero              |
| 1949 | José Serra                    | Bernardo Capó            | Julián Berrendero              |
| 1950 | Antonio Gelabert              | Bernardo Ruiz            | José Vidal Porcar              |
| 1951 | Bernardo Ruiz                 | Andrés Trobat            | Victorio García                |
| 1952 | Andrés Trobat                 | José Mateo               | Cosme Barrutia                 |
| 1953 | Francisco Masip               | Andrés Trobat            | Francisco Alomar               |
| 1954 | Emilio Rodríguez              | Bernardo Ruiz            | Francisco Alomar               |
| 1955 | Antonio Gelabert              | José Escolano            | José Sierra                    |
| 1956 | Antonio Ferraz                | Bernardo Ruiz            | Francisco Masip                |
| 1957 | Antonio Ferraz                | René Marigil             | Antonio Jiménez Quiles         |
| 1958 | Federico Bahamontes           | Salvador Botella         | Jesús Loroño                   |
| 1959 | Antonio Suárez                | Federico Bahamontes      | Jesús Galdeano                 |
| 1960 | Antonio Suárez                | Jesús Loroño             | Fernando Manzaneque            |
| 1961 | Antonio Suárez                | Jesús Loroño             | Federico Bahamontes            |
| 1962 | Luis Otaño                    | José Pérez Francés       | Manuel Martín Piñera           |
| 1963 | José Pérez Francés            | Miguel Pacheco           | Fernando Manzaneque            |
| 1964 | Julio Jiménez                 | José Luis Talamillo      | Luis Otaño                     |
| 1965 | Antonio Gómez del Moral       | José Antonio Momeñe      | Gabriel Mas                    |
| 1966 | Luis Otaño                    | Carlos Echevarria        | Ginés García                   |
| 1967 | Luis Pedro Santamarina        | Carlos Echevarria        | Gines Garcia                   |
| 1968 | Luis Ocaña                    | Antonio Gomez Del Moral  | Jesus Aranzabal                |
| 1969 | Ramón Sáez                    | José Pérez Francés       | Momene Campo                   |
| 1970 | José Antonio González Linares | Jesus Aranzabal          | Nemesio Jimenez                |
| 1971 | Eduardo Castello              | Andres Gandarias         | Domingo Perurena               |
| 1972 | Luis Ocaña                    | Domingo Perurena         | Agustín Tamames                |
| 1973 | Domingo Perurena              | José Luis Abilleira      | Juan Zurano                    |
|      |                               |                          |                                |
| 1975 | Domingo Perurena              | Javier Elorriaga         | Jaime Huelamo                  |
| 1976 | Agustín Tamames               | Miguel María Lasa        | José Luis Viejo                |
|      |                               |                          |                                |
| 1979 | Faustino Rupérez              | Miguel María Lasa        | Jorge Fortia                   |
| 1980 | Juan Fernandez                | Miguel María Lasa        | Javier Elorriaga               |
| 1981 | Eulalio Garcia                | Enrique Martínez Heredia | Juan Fernandes                 |
| 1982 | José Luis Laguia              | Eulalio Garcia           | Federico Echave                |
| 1983 | Carlos Hernández Bailo        | Alfonso Gutiérrez        | Antonio Coll                   |
| 1984 | Jesus Ignacio Ibanez Loyo     | Celestino Prieto         | Eduardo Chozas                 |
| 1985 | José Luis Navarro             | Pello Ruiz Cabestany     | Javier Castellar               |
| 1986 | Alfonso Gutiérrez             | Ricardo Martinez         | Manuel Jorge Dominguez         |
| 1987 | Juan Carlos González Salvador | Alfonso Gutiérrez        | Manuel Jorge Dominguez         |
| 1988 | Juan Fernandez                | Manuel Jorge Dominguez   | Jokin Mijika                   |
| 1989 | Carlos Hernández Bailo        | Jesus Suarez Cuevas      | Casimiro Moreda                |
| 1990 | Laudelino Cubino              | Francisco Javier Mauleon | Miguel Indurain                |
| 1991 | Juan Carlos Gonzales Salvador | José Rodriguez           | Manuel Jorge Dominguez         |
| 1992 | Miguel Indurain               | Jon Unzaga               | Carlos Hernández Bailo         |
| 1993 | Ignacio Garcia Camacho        | Miguel Indurain          | Fernando Escartín              |
| 1994 | Abraham Olano                 | Ángel Edo                | Melchor Mauri                  |
| 1995 | Jesús Montoya                 | José María Jiménez       | Vicente Aparicio               |
| 1996 | Manuel Fernandez Gines        | Abraham Olano            | Fernando Escartín              |
| 1997 | José María Jiménez            | Cesar Solaun             | David Etxebarria               |
| 1998 | Ángel Luis Casero             | Juan Carlos Domínguez    | Óscar Freire                   |
| 1999 | Ángel Luis Casero             | Roberto Heras            | Joseba Beloki                  |
| 2000 | Álvaro González de Galdeano   | Francisco Cerezo         | Ángel Edo                      |
| 2001 | José Iván Gutiérrez           | Santiago Blanco          | Aitor Garmendia                |
| 2002 | Juan Carlos Guillamon         | Abraham Olano            | Miguel Ángel Martín Perdiguero |
| 2003 | Rubén Plaza                   | Rafael Casero            | Benjamín Noval                 |
| 2004 | Francisco Mancebo             | Alejandro Valverde       | Francisco Lara                 |
| 2005 | Juan Manuel Gárate            | Francisco Mancebo        | Jordi Berenguer                |
|      |                               |                          |                                |
| 2007 | Joaquím Rodríguez             | Alejandro Valverde       | Eladio Jiménez                 |
| 2008 | Alejandro Valverde            | Oscar Sevilla            | Óscar Pereiro                  |
| 2009 | Rubén Plaza                   | Constantino Zaballa      | Alejandro Valverde             |
| 2010 | José Iván Gutiérrez           | Fran Ventoso             | Koldo Fernández                |
| 2011 | José Joaquín Rojas            | Koldo Fernández          | Jesús Herrada                  |
| 2012 | Fran Ventoso                  | Koldo Fernández          | Francisco José Pacheco         |
| 2013 | Jesús Herrada                 | Jon Izagirre             | Luis León Sánchez              |
| 2014 | Jon Izagirre                  | Alejandro Valverde       | Carlos Barbero                 |
| 2015 | Alejandro Valverde            | Carlos Barbero           | Jesús Herrada                  |
| 2016 | José Joaquín Rojas            | Ángel Vicioso            | Jordi Simón                    |
| 2017 | Jesús Herrada                 | Alejandro Valverde       | Ion Izagirre                   |
| 2018 | Gorka Izagirre                | Alejandro Valverde       | Omar Fraile                    |
| 2019 | Alejandro Valverde            | Luis León Sánchez        | Jesús Herrada                  |
| 2020 | Luis León Sánchez             | Gorka Izagirre           | Vicente García de Mateos       |
| 2021 | Omar Fraile                   | Jesús Herrada            | Alex Aranburu                  |
| 2022 | Carlos Rodriguez              | Jesús Herrada            | Alex Aranburu                  |
| 2023 | Oier Lazkano                  | Juan Ayuso               | Alex Aranburu                  |
| 2024 | Alex Aranburu                 | Oier Lazkano             | Jesús Herrada                  |
| 2025 | Iván Romeo                    | Fernando Barceló         | Roger Adrià                    |

### Tijdrit

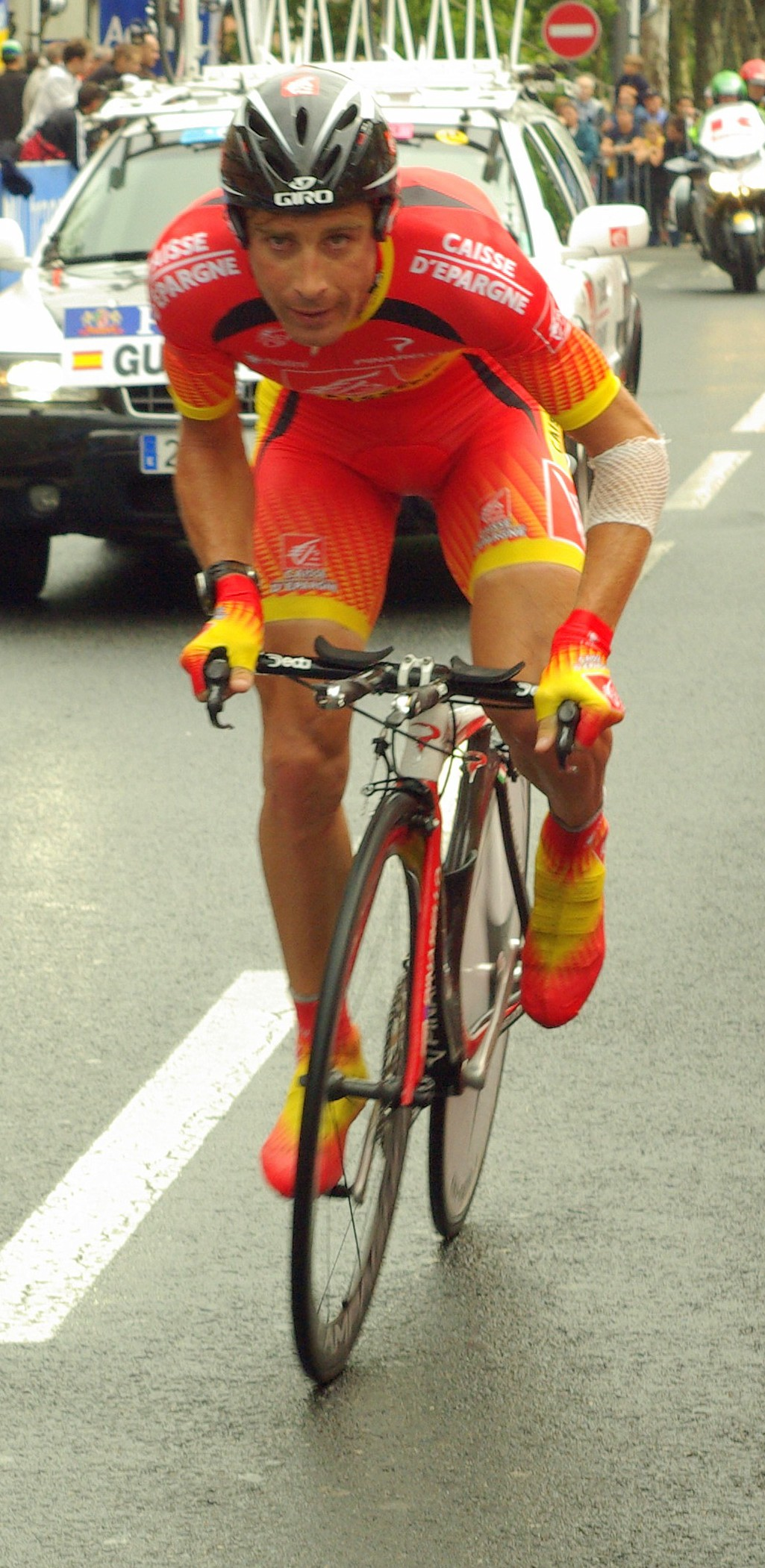
José Ivan Gutierrez (2000, 2004, 2005 en 2007)

| Jaar | Goud                      | Zilver                      | Brons                       |
| ---- | ------------------------- | --------------------------- | --------------------------- |
| 1994 | Abraham Olano             | Marino Alonso Monje         | Aitor Garmendia             |
| 1995 | Melchor Mauri             | Ángel Luis Casero Moreno    | Aitor Garmendia             |
| 1996 | Iñigo González de Heredia | Álvaro González de Galdeano | Jaime Javier Hernandez      |
| 1997 | José Enrique Gutiérrez    | Joseba Beloki               | Juan-Carlos Taboas Lorenzo  |
| 1998 | Abraham Olano             | Melchor Mauri               | Ángel Luis Casero Moreno    |
| 1999 | Santos González           | Ángel Luis Casero Moreno    | Álvaro González de Galdeano |
| 2000 | José Iván Gutiérrez       | David Plaza                 | Álvaro González de Galdeano |
| 2001 | Santos González           | Antonio Tauler              | Sergi Escobar Roure         |
| 2002 | Igor González de Galdeano | Antonio Tauler              | Álvaro González de Galdeano |
| 2003 | Íñigo Chaurreau           | Antonio Tauler              | Mikel Astarloza             |
| 2004 | José Iván Gutiérrez       | Luis León Sánchez           | Igor González de Galdeano   |
| 2005 | José Iván Gutiérrez       | Santos González             | Rubén Plaza                 |
| 2006 | Antonio Tauler            | Rubén Plaza                 | David Herrero               |
| 2007 | José Iván Gutiérrez       | Luis León Sánchez           | Manuel Lloret               |
| 2008 | Luis León Sánchez         | Rubén Plaza                 | José Iván Gutiérrez         |
| 2009 | Alberto Contador          | Luis León Sánchez           | Rubén Plaza                 |
| 2010 | Luis León Sánchez         | José Iván Gutiérrez         | Rubén Plaza                 |
| 2011 | Luis León Sánchez         | Jonathan Castroviejo        | José Iván Gutiérrez         |
| 2012 | Luis León Sánchez         | Jonathan Castroviejo        | Alejandro Marque            |
| 2013 | Jonathan Castroviejo      | Luis León Sánchez           | Rubén Plaza                 |
| 2014 | Alejandro Valverde        | Jon Izagirre                | Jonathan Castroviejo        |
| 2015 | Jonathan Castroviejo      | Gorka Izagirre              | Jesús Herrada               |
| 2016 | Jon Izagirre              | Jonathan Castroviejo        | Alejandro Valverde          |
| 2017 | Jonathan Castroviejo      | Mikel Landa                 | Jesús Herrada               |
| 2018 | Jonathan Castroviejo      | Gorka Izagirre              | Jon Izagirre                |
| 2019 | Jonathan Castroviejo      | Peio Bilbao                 | Gorka Izagirre              |
| 2020 | Peio Bilbao               | Luis León Sánchez           | Gorka Izagirre              |
| 2021 | Jon Izagirre              | David de la Cruz            | Carlos Rodriguez            |
| 2022 | Raúl García Pierna        | Oier Lazkano                | Xabier Azparren             |
| 2023 | Jonathan Castroviejo      | Oier Lazkano                | Lluís Mas                   |
| 2024 | David de la Cruz          | Markel Beloki               | Raúl García Pierna          |
| 2025 | Abel Balderstone          | David de la Cruz            | Raúl García Pierna          |

## Vrouwen

### Wegwedstrijd
| Jaar | Goud                      | Zilver                    | Brons                     |
| ---- | ------------------------- | ------------------------- | ------------------------- |
| 1991 | Josune Gorostidi          | Ainhoa Artolazabal        | Conchita Carbayeda        |
| 1992 | Ainhoa Artolazabal        | Conchita Carbayeda        | Belen Cuevas Lopez        |
| 1993 | Alicia Amezgaray          | Margarita Fullana         | Joane Somarriba           |
| 1994 | Joane Somarriba           | Fatima Blazquez           | Berta Fernandez           |
| 1995 | Maria Jose Lopez          | Rosario Corral            | Izasqun Bengoa-Perez      |
| 1996 | Izasqun Bengoa-Perez      | Teodora Ruano             | Joane Somarriba           |
| 1997 | Izasqun Bengoa-Perez      | Rosa-Maria Bravo          | Joane Somarriba           |
| 1998 | Rosa-Maria Bravo          | Izasqun Bengoa-Perez      | Berta Fernandez           |
| 1999 | Margarita Fullana         | Rosa-Maria Bravo          | Teodora Ruano             |
| 2000 | Rosa-Maria Bravo          | Marta Vilajosana          | Teodora Ruano             |
| 2001 | Teodora Ruano             | Ana Ramírez               | Maria Isabel Moreno       |
| 2002 | Arantzatzu Azpiroz        | Ana Ramírez               | Maria-Mercedes Cagigas    |
| 2003 | Eneritz Iturriaga         | Rosa-Maria Bravo          | Joane Somarriba           |
| 2004 | Ana Ramírez               | Fátima Blázquez           | Arantzatzu Azpiroz        |
| 2005 | Maria Isabel Moreno       | Leticia Gil               | Agurtzane Elorriaga       |
| 2006 | Maria Isabel Moreno       | Eneritz Iturriaga         | Cristina Alcalde          |
| 2007 | Maria Isabel Moreno       | Itsaso Leunda             | Arantzatzu Azpiroz        |
| 2008 | Itsaso Leunda             | Fátima Blázquez           | Judit Masdeu              |
| 2009 | Itsaso Leunda             | Belén López               | Leticia Gil               |
| 2010 | Leire Olaberria           | Débora Gálvez             | Rosa María Bravo          |
| 2011 | Rosa María Bravo          | Anna Ramírez              | Silvia Tirado             |
| 2012 | Anna Sanchis              | Anna Ramírez              | Ane Santesteban           |
| 2013 | Ane Santesteban           | Maria Mayalen Noriega     | Lucía González            |
| 2014 | Anna Ramírez              | Irene San Sebastián       | Sheyla Gutiérrez          |
| 2015 | Anna Sanchis              | Ane Santesteban           | Alicia González           |
| 2016 | Margarita Victoria García | Anna Sanchis              | Sheyla Gutiérrez          |
| 2017 | Sheyla Gutiérrez          | Margarita Victoria García | Ane Santesteban           |
| 2018 | Eider Merino              | Gloria Rodríguez          | Margarita Victoria García |
| 2019 | Lourdes Oyarbide          | Irene Mendez              | Mireia Benito             |
| 2020 | Margarita Victoria García | Ane Santesteban           | Eider Merino              |
| 2021 | Margarita Victoria García | Ane Santesteban           | Sara Martin               |
| 2022 | Margarita Victoria García | Sandra Alonso             | Iurani Blanco             |
| 2023 | Margarita Victoria García | Sara Martín               | Mireia Benito             |
| 2024 | Usoa Ostolaza             | Iurani Blanco             | Mavi García               |
| 2025 | Sara Martín               | Mavi García               | Usoa Ostolaza             |

### Tijdrit
| Jaar | Goud                      | Zilver                    | Brons                     |
| ---- | ------------------------- | ------------------------- | ------------------------- |
| 1995 | Dori Ruano                | Nuria Florencio           | Izaskun Bengoa            |
| 1996 | Joane Somarriba           | Dori Ruano                | Izaskun Bengoa            |
| 1997 | Izaskun Bengoa            | Joane Somarriba           | Dori Ruano                |
| 1998 | Dori Ruano                | Izaskun Bengoa            | Marta Vilajosana          |
| 1999 | Dori Ruano                | Gema Pascual              | Marta Vilajosana          |
| 2000 | Dori Ruano                | Ruth Martínez             | Ruth Moll                 |
| 2001 | Dori Ruano                | Gema Pascual              | Ruth Martínez             |
| 2002 | Eneritz Iturriaga         | Dori Ruano                | Marta Vilajosana          |
| 2003 | Dori Ruano                | Eneritz Iturriaga         | María Isabel Moreno       |
| 2004 | Dori Ruano                | Eneritz Iturriaga         | María Mercedes            |
| 2005 | Eneritz Iturriaga         | Dori Ruano                | María Isabel Moreno       |
| 2006 | Eneritz Iturriaga         | María Isabel Moreno       | Marta Vilajosana          |
| 2007 | María Isabel Moreno       | Marta Vilajosana          | Gema Pascual              |
|      |                           |                           |                           |
| 2009 | Débora Gálvez             | Gema Pascual              | Leire Olaberria           |
| 2010 | Leire Olaberría           | Rosa Bravo                | Débora Gálvez             |
| 2011 | Eneritz Iturriaga         | Anna Sanchis              | Belén López               |
| 2012 | Anna Sanchis              | Mayalen Noriega           | Belén López               |
| 2013 | Anna Sanchis              | Leire Olaberría           | Belén López               |
| 2014 | Leire Olaberría           | Belén López               | Anna Ramírez              |
| 2015 | Anna Sanchis              | Sheyla Gutiérrez          | Leire Olaberría           |
| 2016 | Anna Sanchis              | Gloria Rodríguez          | Margarita Victoria García |
| 2017 | Lourdes Oyarbide          | Margarita Victoria García | Sheyla Gutiérrez          |
| 2018 | Margarita Victoria García | Eider Merino              | Alicia González           |
| 2019 | Sheyla Gutiérrez          | Lourdes Oyarbide          | Gloria Rodríguez          |
| 2020 | Margarita Victoria García | Sara Martin               | Sheyla Gutiérrez          |
| 2021 | Margarita Victoria García | Sara Martin               | Lourdes Oyarbide          |
| 2022 | Margarita Victoria García | Sheyla Gutiérrez          | Sandra Alonso             |
| 2023 | Mireia Benito             | Margarita Victoria García | Sandra Alonso             |
| 2024 | Mireia Benito             | Sandra Alonso             | Mavi García               |
| 2025 | Mireia Benito             | Usoa Ostolaza             | Ariana Gilabert           |